# Хоселу
Хосе Луис Мато Санмартин (шп. José Luis Mato Sanmartín; Штутгарт, 27. март 1990) је шпански фудбалер који тренутно наступа за катарски клуб Ел Гарафа. Игра на позицији нападача.

## Успеси
Реал Мадрид
- Ла лига (1): 2023/24.[5]
- Суперкуп Шпаније (1) : 2023/24.[6]
- УЕФА Лига шампиона (1) : 2023/24.

 Шпанија
- Европско првенство (1):  2024.[7]
- Лига нација (1) :  2022/23.[8]